# Tengerparti fenyő
A tengerparti fenyő (Pinus pinaster) a fenyőfélék (Pinaceae) családjába tartozó növényfaj. Őshonos, erdő alkotó fenyő a Földközi-tenger mellékén, főleg a térség nyugati részén, és az Atlanti-óceán portugál és dél-francia partján is. Igen fontos fa, kiterjedten ültetik északabbra is. Dél-Afrikában is nagy területeken telepítik haszonfaként, sajnos az eredeti őserdők helyén.

## Élőhelyi jellemzői
A tengerparti fenyő főleg a sovány, savanyú homokos talajokat kedveli, ezért főleg a dűnéken és a partközeli helyeken találjuk.
A tengerparti fenyőt a mediterrán élőhelyén kívül viszonylag ritkán láthatjuk díszfaként. Ennek oka a fényérzékenységében keresendő: Közép-Európa legtöbb vidékén, mivel többnyire erős a kontinentális hatás, ez a fenyőfaj nem talál kedvező életfeltételeket, még ha a talajviszonyok kedvezőek is lennének.

## Populációk
- P. pinaster ssp. pinaster – Franciaország, Spanyolország, Portugália;
- P. pinaster ssp. escarena (Risso) K. Richt – elszórtan a nyugati mediterrán régióban, az Ibériai-félsziget belső részein;
- P. pinaster ssp. renoui (Villar) Maire – két elszigetelt szubpopulációja él Afrika mediterrán részén. Ez az alfaj a Vörös listán veszélyeztetettként szerepel az élőhelyek beszűkülése és a ssp. pinasterrel való erdősítés következtében.[3]

## Morfológiai jellemzői
Örökzöld tűlevelű fa széles, többnyire lapos, kissé szétterülő koronával.
Már a fiatalabb fák törzse is meggörbült. A főágak szélesen kiterjednek, igen meghajlítottak és meggörbültek, így a korona nagyon lazának, rendezetlennek tűnik. A kéreg fiatal fákon még világosszürke, később egyre sötétebb, végül feketés-vörös, szögletes lemezekre repedezik. A fiatal hajtások eleinte zöldes színűek sötétebb foltokkal, később sárgásbarnák és kissé csíkosak.
A rügyek csillogó barnák, kissé hegyesek. A tűlevelek kettesével helyezkednek el, kb. 10–24 cm hosszúak, és nem érik el a 2,5 mm vastagságot; szúrósan hegyesek, igen tömörek és merevek. Keresztmetszetük félkör formájú, mint minden kéttűs fenyőé. Színük halványan zöldesszürke. A leghosszabb tűjű európai fenyő. A porzós virágok a fiatalabb hajtásokon fejlődnek tömegesen április-május hónapban. A termős virágok többnyire 2-3-as csoportokban helyezkednek el. A tobozok kezdetben zöldes színűek, éréskor csillogóan világosbarnák, kb. 5,5–8 cm-esek, zárt állapotban nagyok és nehezek, kúpos tojásdad alakúak, száruknál többnyire kissé ferdék, egyébként szinte szimmetrikusak. Több évig a fán maradnak. A tobozpikkelyek rombusz alakú köldökének csúcsa szúrós.

## Felhasználása

### Gazdasági jelentősége
Franciaországban a tengerparti fenyő gazdasági szerepet játszik. A fát nagy gyantatartalma miatt csak kevéssé használják az asztalos iparban, annál inkább alkalmazzák építőanyagként, vagy még gyakrabban a papírgyártásban. Törzsét megcsapolják, és a kifolyó gyantát begyűjtik. A gyantát desztillálják, majd a további munkafolyamatok végén terpentint és kolophonium (hegedűgyanta) keletkezik. Bizonyos jelentősége van az igen nagy tobozoknak is (Európa egyik legnagyobb tobozú faja), amelyeket a kertészet és csokorkötészet szívesen használ fel dekorációs anyagként.

## Képek

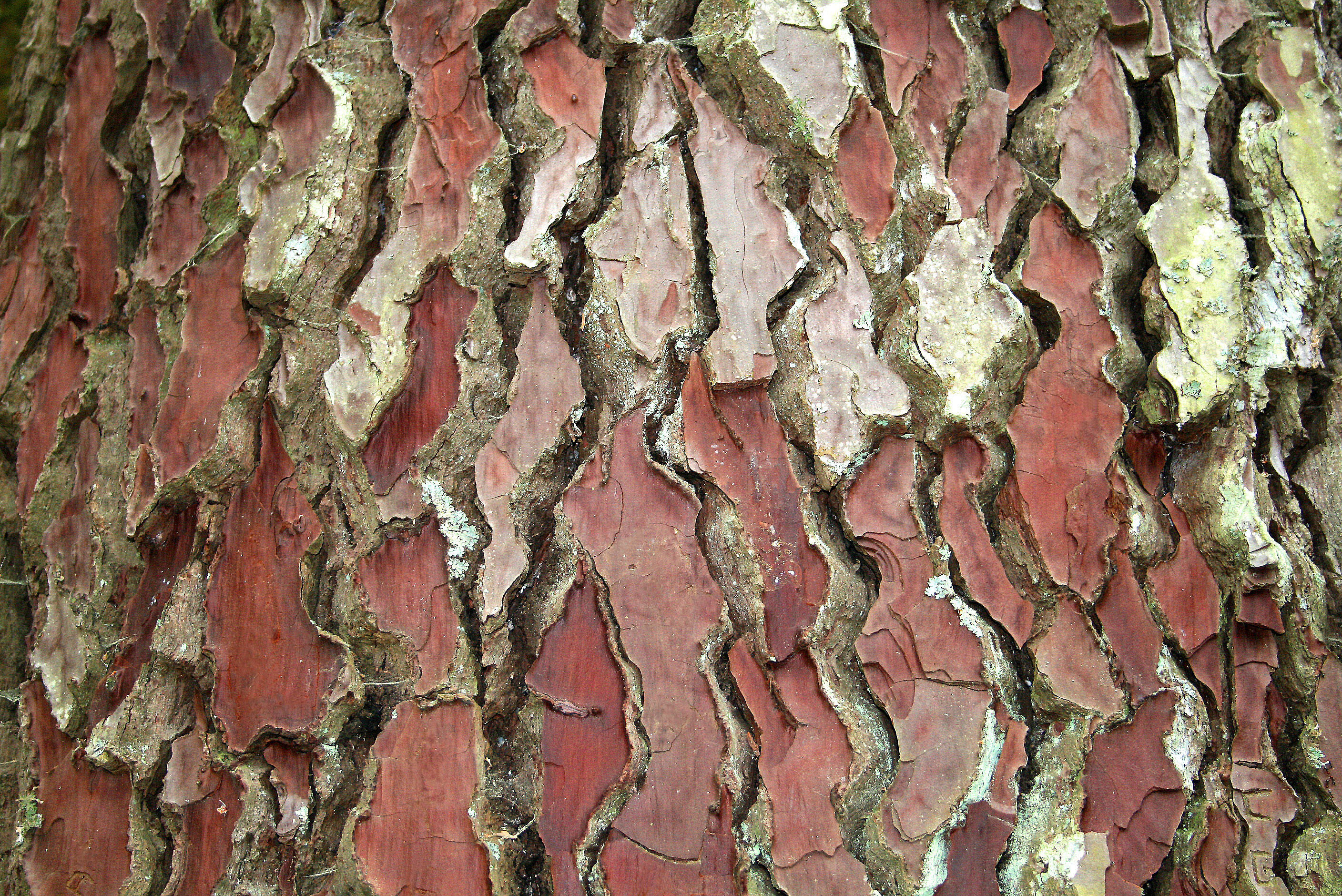
Kérge
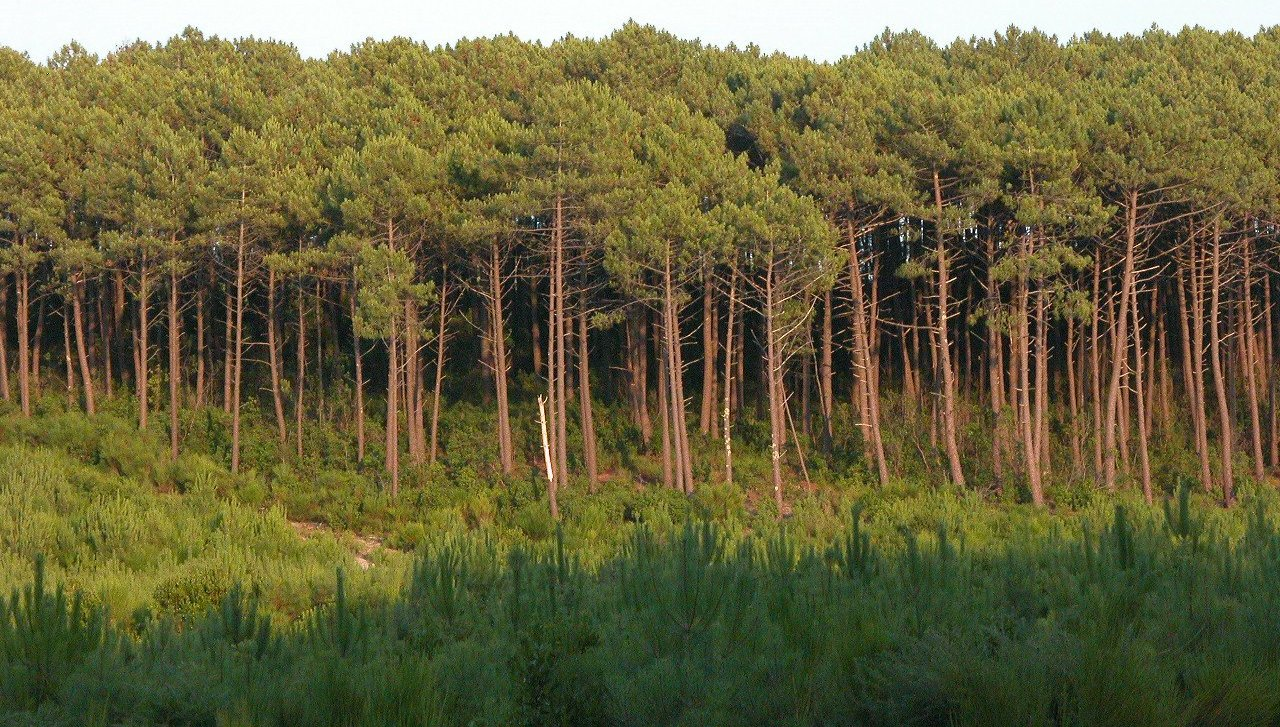
Tengerparti fenyőből álló fenyves
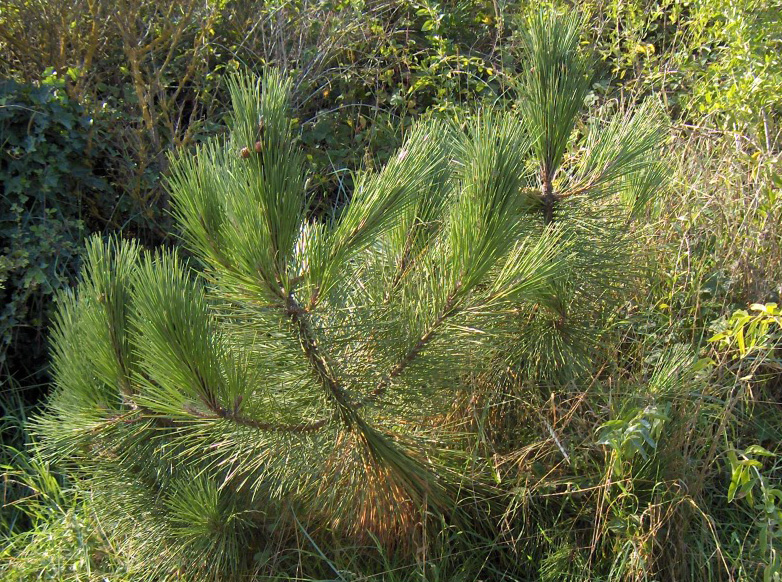
Levelei
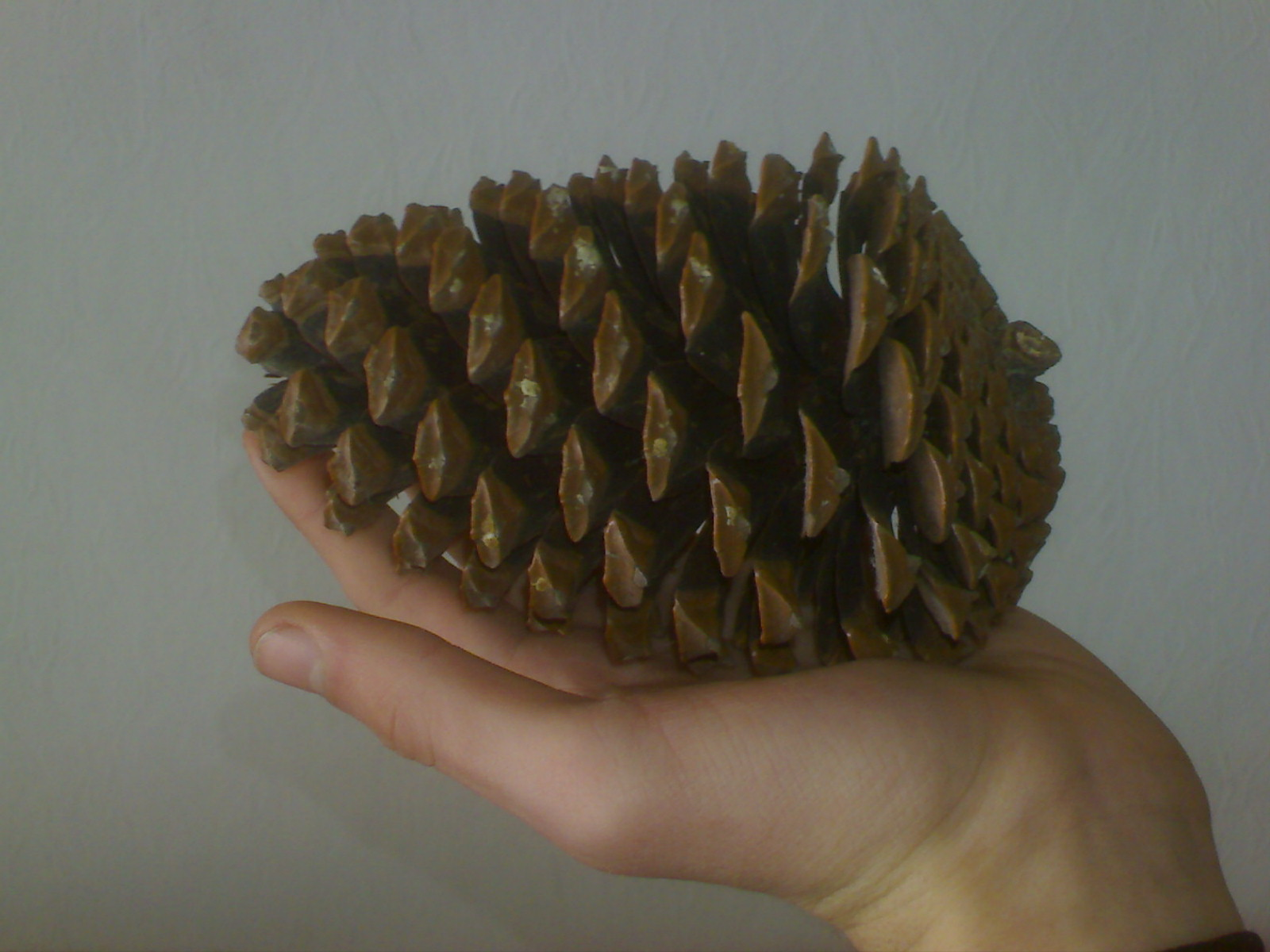
Toboza
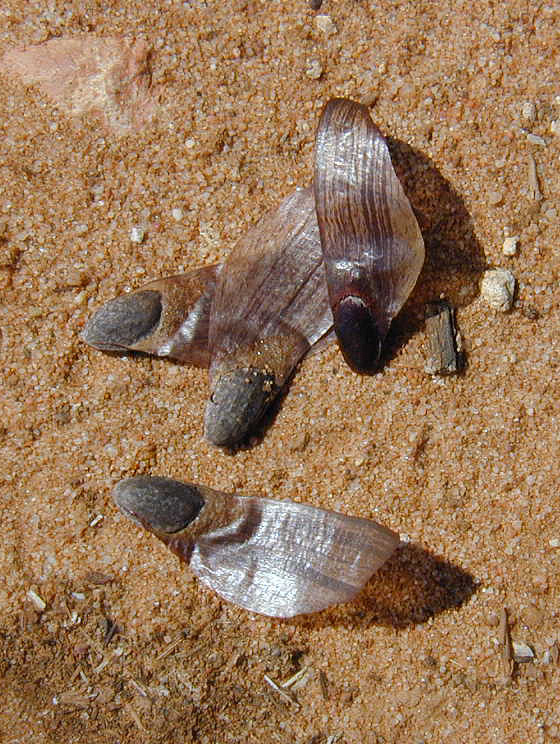
Magjai